# 2. česká hokejová liga 2001/2002
2. česká hokejová liga v sezóně 2001/2002 byla 9. ročníkem samostatné třetí nejvyšší české soutěže v ledním hokeji.

## Fakta
- 9. ročník samostatné třetí nejvyšší české hokejové soutěže
- V baráži o 1. ligu uspěl tým BK Mladá Boleslav a postoupil tak do 1. ligy.
- Do krajských přeborů sestoupila HC Kopřivnice, ostatní týmy se v baráži udržely. Nově postupující do 2. ligy: HC Blansko.
- Již v lednu 2002 v 1. lize odkoupil licenci od Šumperka Hradec Králové a domácí zápasy Šumperka se odehrály v Hradci Králové, zároveň Louny odkoupily licenci na 2. ligu od Hradce Králové (také v lednu 2002), a utkání play-off proti Strakonicím se hrálo v Lounech.
- Prodeje licencí na 2. ligu: HC Hradec Králové do HC Slovan Louny, HC Žďár nad Sázavou do HC Slavoj Český Krumlov, HC Colligo Břeclav do Spartak Pelhřimov.

### Systém soutěže
Soutěž byla rozdělena na tři skupiny, a to západní, střední a východní. Každé z těchto skupin se účastnilo 12 týmů. Základní část ve skupinách západ a střed čítající 34 kol měla dvě fáze. V té první se týmy v rámci skupin utkaly každý s každým dvakrát (22 kol). Ve druhé fázi se sudé týmy ze skupiny utkaly se všemi lichými týmy dané skupiny dvoukolově. Druhá fáze měla tedy 12 kol. Ve skupině východ se celky utkaly čtyřkolově každý s každým.

#### Playoff
Do playoff postoupilo z každé skupiny 8 nejlepších týmů, přičemž skupiny západ a střed měly playoff společné. Skupina východ měla pouze playoff v rámci skupiny. Veškeré série playoff se hrály na 2 vítězná utkání.
Ve společném playoff skupin západ a střed nejprve přišlo na řadu osmifinále, kde čekal první tým skupiny západ osmý tým skupiny střed, první tým skupiny střed osmý tým skupiny západ, druhý tým skupiny západ sedmý tým skupiny střed, atd. Vítězové osmifinále postoupili do čtvrtfinále, z něhož vede cesta pro nejlepší 4 celky do semifinále. Dva vítězové semifinále postoupili do baráže o 1. ligu.
Playoff skupiny východ bylo podobné. Vítěz skupiny východ ve čtvrtfinále narazil na osmý tým skupiny východ, druhý na sedmý, atd. Vítězové čtvrtfinále postoupili do semifinále, ze kterého vedla cesta pro dva nejúspěšnější celky do finále. Vítěz finále postoupil do baráže o 1. ligu.

#### Skupiny udržení a baráže
Čtyři nejhorší celky každé skupiny hrály dvoukolově o udržení (ve východní skupině se žádná skupina o udržení nehrála). Poslední celky skupin o udržení musely svoji druholigovou příslušnost hájit v baráži, aby zabránily sestupu do krajských přeborů.

## Skupina západ
| Poř. | Tým                      | Zápasů | Výhry | Výhry v prodloužení | Remízy | Porážky v prodloužení | Porážky | Skóre   | Body |
| ---- | ------------------------ | ------ | ----- | ------------------- | ------ | --------------------- | ------- | ------- | ---- |
| 1.   | HC Klášterec nad Ohří    | 34     | 20    | 4                   | 1      | 1                     | 8       | 136:76  | 70   |
| 2.   | HC Děčín                 | 34     | 19    | 3                   | 5      | 1                     | 6       | 126:67  | 69   |
| 3.   | SK HC Baník Most         | 34     | 22    | 0                   | 2      | 1                     | 9       | 132:75  | 69   |
| 4.   | HC Kobra Praha           | 34     | 18    | 2                   | 4      | 0                     | 10      | 125:86  | 62   |
| 5.   | HC Primalex ASK Rokycany | 34     | 20    | 0                   | 2      | 0                     | 12      | 118:99  | 62   |
| 6.   | HC Strakonice            | 34     | 19    | 0                   | 2      | 1                     | 12      | 106:87  | 60   |
| 7.   | HC Baník CHZ Sokolov     | 34     | 14    | 0                   | 4      | 2                     | 14      | 124:100 | 48   |
| 8.   | HK Lev Slaný             | 34     | 13    | 3                   | 1      | 2                     | 15      | 96:99   | 48   |
| 9.   | HC Příbram               | 34     | 11    | 2                   | 2      | 4                     | 15      | 112:120 | 43   |
| 10.  | HC Hvězda Praha          | 34     | 13    | 0                   | 1      | 2                     | 18      | 117:122 | 42   |
| 11.  | HC Stadion Teplice       | 34     | 7     | 0                   | 1      | 0                     | 26      | 79:193  | 22   |
| 12.  | HC Klatovy               | 34     | 1     | 0                   | 1      | 0                     | 32      | 56:203  | 4    |

### Skupina o udržení
- O posledním místě HC Klatovy již bylo rozhodnuto, a tak se skupina o udržení nehrála.

## Skupina střed
| Poř. | Tým                           | Zápasů | Výhry | Výhry v prodloužení | Remízy | Porážky v prodloužení | Porážky | Skóre   | Body |
| ---- | ----------------------------- | ------ | ----- | ------------------- | ------ | --------------------- | ------- | ------- | ---- |
| 1.   | HC Mladá Boleslav             | 34     | 26    | 1                   | 2      | 1                     | 4       | 158:66  | 83   |
| 2.   | TJ SC Kolín                   | 34     | 17    | 3                   | 1      | 0                     | 13      | 124:121 | 58   |
| 3.   | HC Hradec Králové             | 34     | 17    | 0                   | 5      | 1                     | 11      | 107:89  | 57   |
| 4.   | HC SOH Benátky nad Jizerou    | 34     | 17    | 1                   | 1      | 1                     | 14      | 114:99  | 55   |
| 5.   | HC Žďár nad Sázavou           | 34     | 16    | 0                   | 2      | 3                     | 13      | 121:122 | 53   |
| 6.   | NED Hockey Nymburk            | 34     | 13    | 1                   | 4      | 4                     | 12      | 96:79   | 49   |
| 7.   | SHC Vajgar Jindřichův Hradec  | 34     | 13    | 2                   | 3      | 1                     | 15      | 119:108 | 47   |
| 8.   | HC Rebel Havlíčkův Brod       | 34     | 12    | 2                   | 3      | 3                     | 14      | 103:116 | 46   |
| 9.   | TJ HC Vlci Jablonec nad Nisou | 34     | 10    | 5                   | 3      | 1                     | 15      | 103:109 | 44   |
| 10.  | HC ZVVZ Milevsko              | 34     | 12    | 0                   | 5      | 2                     | 15      | 123:122 | 43   |
| 11.  | HC Tábor                      | 34     | 10    | 3                   | 3      | 1                     | 17      | 85:115  | 40   |
| 12.  | HC Chrudim                    | 34     | 5     | 1                   | 2      | 1                     | 25      | 61:168  | 20   |

### Skupina o udržení
- O posledním místě HC Chrudim již bylo rozhodnuto, a tak se skupina o udržení nehrála.

## Společné playoff skupin západ a střed

### Osmifinále
- HC Klášterec nad Ohří – HC Rebel Havlíčkův Brod 2:1 (2:1, 3:4 SN, 4:2)
- HC Děčín – SHC Vajgar Jindřichův Hradec 0:2 (1:2, 0:3)
- SK HC Baník Most – NED Hockey Nymburk 2:0 (3:2 P, 4:3 SN)
- HC Kobra Praha – HC Žďár nad Sázavou 0:2 (5:6 SN, 2:7)
- HC Mladá Boleslav – HK Lev Slaný 2:0 (6:1, 4:3 P)
- TJ SC Kolín – HC Baník CHZ Sokolov 2:1 (4:1, 2:5, 6:4)
- HC Hradec Králové – HC Strakonice 1:2 (3:2, 2:7, 1:3)
- HC SOH Benátky nad Jizerou – HC Primalex ASK Rokycany 2:1 (8:5, 2:5, 7:3)

### Čtvrtfinále
- TJ SC Kolín – HC Žďár nad Sázavou 0:2 (1:7, 1:5)
- HC Mladá Boleslav – SHC Vajgar Jindřichův Hradec 2:0 (4:1, 3:2 P)
- HC Klášterec nad Ohří – HC Strakonice 2:0 (4:1, 3:1)
- SK HC Baník Most – HC SOH Benátky nad Jizerou 2:1 (5:2, 3:4, 2:1 SN)

### Semifinále
- HC Klášterec nad Ohří – SK HC Baník Most 1:2 (5:3, 3:4 SN, 3:4 P)
- HC Mladá Boleslav – HC Žďár nad Sázavou 2:0 (6:1, 3:0)

Týmy Mostu a Mladé Boleslavi postoupily do baráže o 1. ligu.

## Skupina východ
| Poř. | Tým                    | Zápasů | Výhry | Výhry v prodloužení | Remízy | Porážky v prodloužení | Porážky | Skóre   | Body |
| ---- | ---------------------- | ------ | ----- | ------------------- | ------ | --------------------- | ------- | ------- | ---- |
| 1.   | HC Orlová              | 44     | 31    | 1                   | 0      | 2                     | 10      | 186:106 | 97   |
| 2.   | HC TJ Šternberk        | 44     | 28    | 4                   | 3      | 2                     | 7       | 183:119 | 97   |
| 3.   | TJ Nový Jičín          | 44     | 22    | 4                   | 6      | 2                     | 10      | 164:126 | 82   |
| 4.   | HK Kroměříž VTJ        | 44     | 22    | 4                   | 3      | 0                     | 15      | 159:124 | 77   |
| 5.   | HC Uničov              | 44     | 21    | 3                   | 4      | 2                     | 14      | 157:145 | 75   |
| 6.   | HC Frýdek-Místek       | 44     | 18    | 3                   | 7      | 2                     | 14      | 159:140 | 69   |
| 7.   | HC Minor 2000 Přerov   | 44     | 20    | 0                   | 4      | 2                     | 18      | 155:150 | 66   |
| 8.   | HC Olomouc             | 44     | 15    | 1                   | 3      | 5                     | 20      | 137:146 | 55   |
| 9.   | HC Colligo Břeclav     | 44     | 15    | 1                   | 4      | 1                     | 23      | 129:141 | 52   |
| 10.  | HC Sareza Ostrava      | 44     | 12    | 1                   | 3      | 4                     | 24      | 137:163 | 45   |
| 11.  | HC Spartak Velká Bíteš | 44     | 9     | 1                   | 5      | 1                     | 28      | 113:207 | 35   |
| 12.  | HC Kopřivnice          | 44     | 5     | 0                   | 4      | 0                     | 35      | 121:233 | 19   |

## Playoff skupiny východ

### Čtvrtfinále
- HC Orlová – HC Olomouc 2:0 (2:1, 5:4 P)
- HC TJ Šternberk – HC Minor 2000 Přerov 2:1 (2:1 SN, 0:4, 6:0)
- TJ Nový Jičín – HC Frýdek-Místek 2:0 (5:3, 4:0)
- HK Kroměříž VTJ – HC Uničov 0:2 (2:3, 1:3)

### Semifinále
- HC Orlová – HC Uničov 2:0 (8:4, 8:3)
- HC TJ Šternberk – TJ Nový Jičín 2:1 (1:2, 4:2, 4:1)

### Finále
- HC Orlová – HC TJ Šternberk 2:0 (3:2, 4:3 P)

Orlová postoupila do baráže o 1. ligu.

## Baráž o 2. ligu

### Čechy

#### 1. kolo
- HC Chotěboř (přeborník Východočeského přeboru) – SK Spolana Neratovice (přeborník Středočeského přeboru) 2:2, 8:1
- TJ Apollo Kaznějov (přeborník Západočeského přeboru) – TJ Bohemians Praha (přeborník Pražského přeboru) 0:10, 6:7
- Spartak Pelhřimov (přeborník Jihočeského přeboru) – HC Draci Bílina (přeborník Severočeského přeboru) 6:4, 3:7

#### 2. kolo
| Poř. | Tým             | Zápasů | Výhry | Remízy | Porážky | Skóre | Body |
| ---- | --------------- | ------ | ----- | ------ | ------- | ----- | ---- |
| 1.   | HC Chrudim      | 6      | 4     | 0      | 2       | 9:9   | 12   |
| 2.   | HC Klatovy      | 6      | 3     | 1      | 2       | 25:15 | 10   |
| 3.   | HC Chotěboř     | 6      | 2     | 1      | 3       | 16:25 | 7    |
| 4.   | HC Draci Bílina | 6      | 2     | 0      | 4       | 20:22 | 6    |

- Tým TJ Bohemians Praha se účasti ve 2. kole vzdal.

### Morava a Slezsko
| Poř. | Tým                                              | Zápasů | Výhry | Remízy | Porážky | Skóre | Body |
| ---- | ------------------------------------------------ | ------ | ----- | ------ | ------- | ----- | ---- |
| 1.   | HC Blansko (přeborník Jihomoravského přeboru)    | 4      | 4     | 0      | 0       | 17:1  | 12   |
| 2.   | HC Kopřivnice                                    | 4      | 2     | 0      | 2       | 19:14 | 6    |
| 3.   | HC Studénka (přeborník Severomoravského přeboru) | 4      | 0     | 0      | 4       | 8:29  | 0    |